# Antymilitaryzm
Antymilitaryzm, ruch antywojenny – doktryna zwykle znajdowana wśród ruchów lewicowych. Opiera się na krytycznej ocenie polityki imperializmu i państw narodowych. Kojarzona z ruchami komunistycznymi, będących częścią I i II Międzynarodówki, nie jest jednak domeną tylko tych ruchów.